# Thanh Vĩnh Đông
Thanh Vĩnh Đông là một xã thuộc huyện Châu Thành, tỉnh Long An, Việt Nam.

## Địa lý
Xã Thanh Vĩnh Đông nằm ở phía đông nam huyện Châu Thành, có vị trí địa lý:
- Phía đông và phía nam giáp tỉnh Tiền Giang
- Phía tây giáp xã Thanh Phú Long và tỉnh Tiền Giang
- Phía bắc giáp xã Thuận Mỹ.

Xã có diện tích 11,41 km², dân số năm 1999 là 6.111 người, mật độ dân số đạt 536 người/km².

## Hành chính
Xã được chia thành 4 ấp: Thanh Bình 2, Vĩnh Viễn, Xuân Hòa 1, Xuân Hòa 2.